# Пам'ятник носу Гоголя (Київ)
Па́м'ятник но́су Го́голя у Ки́єві — жартівливий пам'ятник, присвячений носу видатного українського письменника Миколи Гоголя. Початково створений за мотивами однойменної повісті автора «Ніс», проте у більшості киян стійко асоціюється саме із частиною обличчя письменника. Знаходиться навпроти Андріївської церкви, на Андріївському узвозі, 34, при вході до мистецької галереї «Триптих». Встановлений у липні 2006 року.
Пам'ятник є подарунком Києву відомого львівського скульптора Олега Дергачова — творця не менш відомого львівського пам'ятника посмішці. Ним було створено ескіз носу та відлито його з бронзи. 2006 року скульптор подарував пам'ятник київській галереї «Триптих», у якій раніше працював, після чого ніс встановили на стіні при вході.
Підставою для встановлення пам'ятника стала легенда, згідно з якою Микола Гоголь, гуляючи одного листопадового дня Києвом, саме навпроти Андріївської церкви потрапив під дощ та підхопив нежить. Усі думки письменника крутилися навколо його носа. Таким чином, згідно з переказом, і виникла ідея написати відому однойменну повість «Ніс».
На сьогоднішній день[коли?] ніс Гоголя є дуже популярним серед киян та гостей Києва. Існує жартівливе повір'я, що якщо потертися власним носом об ніс Гоголя, то можна вилікувати нежить. Окрім того, у київського пам'ятника є однойменний пам'ятник-побратим у Санкт-Петербурзі, також присвячений Гоголю.